# Seleção Cookense de Rugby League

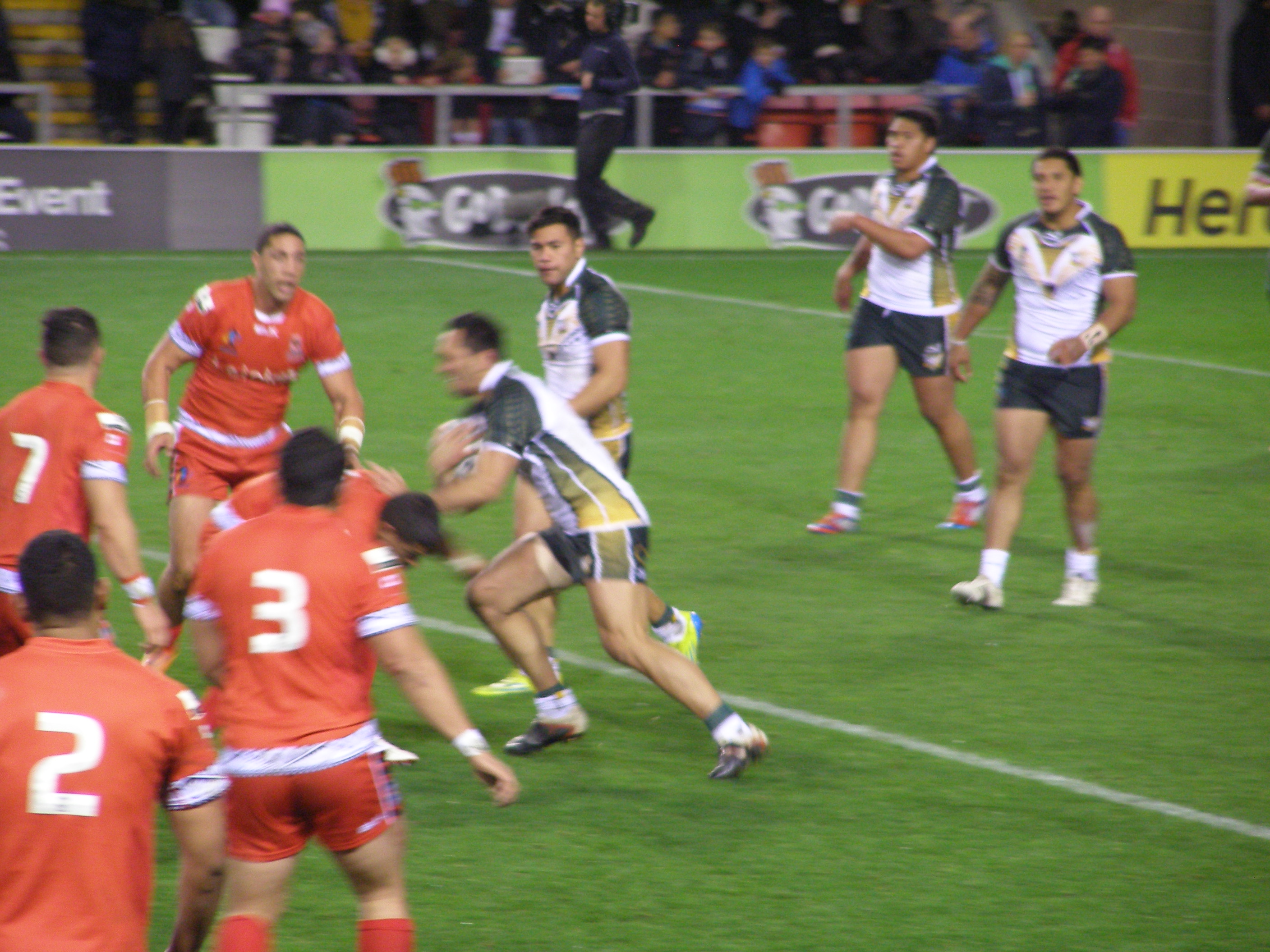
Ilhas Cook atacando Tonga na Copa do Mundo de Rugby League de 2013.

A Seleção Cookense de Rugby League é a equipe que representa as Ilhas Cook no rugby league mundial.
Nas Ilhas Cook, o rugby league é um código de rugby menos popular que o rugby union, como na maior parte do mundo: apenas na Austrália, na Papua-Nova Guiné e no norte da Inglaterra ele é o código preferido em relação ao union. A seleção cookense de league estreou na Copa do Mundo deste esporte em 2000. Também jogou a de 2013.